# کوروت استینگری (خودرو مفهومی)

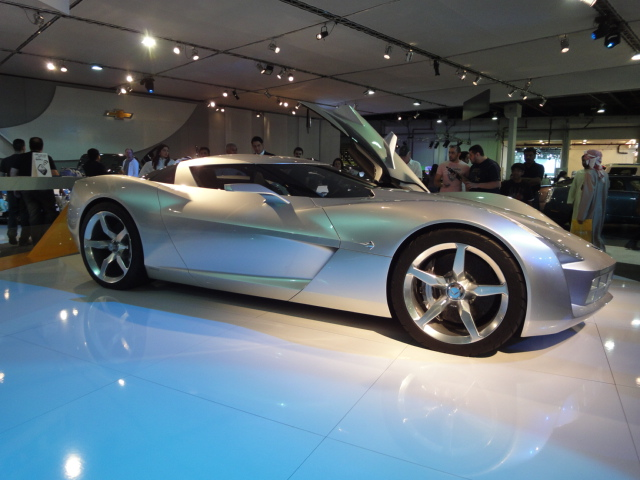

کوروت استینگری (خودرو مفهومی) (به انگلیسی: Corvette Stingray (concept car)) نام یک خودروی سوپر اسپورت از اقسام شورلت کوروت است.